# René Pellat
Pour les articles homonymes, voir Pellat.
René Pellat est un astrophysicien né le 24 février 1936 à Hussein Dey (Alger). Diplômé de l'X-Ponts et Chaussées, ce physicien spécialisé en physique des plasmas continuera tout au long de sa carrière son activité de chercheur et d'enseignant tout en occupant des postes à la direction des principaux organismes scientifiques de France. Il est mort d'hydrocution sur une plage de Royan le 4 août 2003 à 67 ans.

## Famille
René Pellat est né le 24 février 1936 à Hussein Dey (Alger). Son père Georges Guy René Pellat, instituteur, est né à Château-Arnoux dans les Basses Alpes le 17 octobre 1908, sa mère Alexandrine Deodatti, institutrice, est née à Mazières en Gâtine, dans les Deux Sèvres le 28 janvier 1910. Ils se sont mariés le 2 janvier 1933. René Pellat se marie d'abord avec Mlle Maryse Rocques puis avec Mlle Mireille Duler en secondes noces le 16 décembre 1989. Il a quatre filles Sophie et Catherine, issues de son premier mariage et Anna et Marie issues de son mariage avec sa seconde épouse Mireille Pellat. Il a également cinq petits enfants Alexandre, Zoé, Louise, Marie et Grégoire.

## Formation
René poursuit ses études en Algérie jusqu'aux classes préparatoires qu'il fera au Lycée Louis le Grand à Paris. Il intègre l'École polytechnique en 1956. Après ses études à l'École Polytechnique, il entre dans le corps des Ponts et Chaussées avec l'intention bien affirmée de s'engager dans la recherche.

## Honneurs et distinctions
En 1962, il est immédiatement mis à disposition du Commissariat à l'Énergie Atomique (CEA) avec son camarade Guy Laval. Ces deux jeunes chercheurs vont créer une école de physique des plasmas, ces gaz ionisés très chauds qu'il est indispensable d'étudier pour comprendre la physique des étoiles ou pour arriver un jour à produire de l'énergie par fusion contrôlée. En 1967, René Pellat soutient une thèse d’Etat sur la stabilité des systèmes lagrangiens. En 1972, il quitte le CEA pour créer un groupe de théorie des plasmas dans les nouveaux laboratoires de l'École Polytechnique, d’abord à Paris, puis dans les nouveaux locaux de Palaiseau. Détaché du corps des Ponts et Chaussées, il devint alors chargé de recherche au CNRS et enseignant à l'École Polytechnique. Tout en contribuant intensivement aux recherches sur la fusion contrôlée, ses travaux s'orientent progressivement vers la physique stellaire et l'astrophysique. René Pellat deviendra directeur de recherches de classe exceptionnelle en 1986, la plus haute position au sein du CNRS.
De 1972 à 1982, René Pellat est maître de Conférences en Physique à l’École Polytechnique. Durant les années 1980 jusqu’au début des années 1990, il est conseiller scientifique, (1982-1986), puis président du Conseil Scientifique (1984-1986), et enfin conseiller en Sciences et Technologie (1986-1992) du directeur général du Centre national des études spatiales (CNES). Il est élu membre correspondant de l’Académie des sciences le 25 octobre 1982 (section de physique). En 1987, il devient « visiting professor » à l'université de Californie-Los Angeles (UCLA) dans le département d'astrophysique. En 1989, il est nommé président du conseil d'administration du CNRS. Il devient également membre du Comité à l'énergie atomique, du conseil scientifique de l'Institut national de la santé et de la recherche médicale (INSERM) et enfin de l'Institut Pasteur et de l'Institut Français du Pétrole (IFP). Le 4 novembre 1992 il est nommé président du CNES, poste qu'il occupera jusqu'au 29 janvier 1995. En 1996, il est nommé président du haut conseil scientifique de l'Office national d'études et de recherches aérospatiales (ONERA). En Mars 1998, René Pellat devient le Haut-Commissaire à l’Énergie Atomique (CEA) ayant les responsabilités à la fois civiles et militaires de l'utilisation de l'énergie atomique. Son poste à la direction du CEA lui ouvre la possibilité de réorganiser le projecteur projet ITER et notamment d'encourager le retour de la participation américaine.
Les contributions de René Pellat ont été récompensées par les honneurs d’officier de la Légion d’Honneur puis de chevalier de l’ordre national du Mérite et de l’ordre de Gagarine. Il a également reçu la Médaille d’argent du CNRS et le Grand Prix Joannidès de l’Académie des sciences. René Pellat est l'auteur, avec Jean-Michel Charpin et Benjamin Dessus, du rapport sur l'évolution du système électrique français et sur la place de l'énergie nucléaire en France (2000).
En 2002, René Pellat est parrain d'une promotion de l'École de guerre économique.